# Тіха-Биргеулуй
Тіха-Биргеулуй (рум. Tiha Bârgăului) — село у повіті Бистриця-Несеуд в Румунії. Адміністративний центр комуни Тіха-Биргеулуй.
Село розташоване на відстані 326 км на північ від Бухареста, 22 км на північний схід від Бистриці, 101 км на північний схід від Клуж-Напоки.

## Населення
За даними перепису населення 2002 року у селі проживали 1562 особи.
Національний склад населення села:
| Національність | Кількість осіб | Відсоток |
| -------------- | -------------- | -------- |
| румуни         | 1552           | 99,4%    |
| цигани         | 7              | 0,4%     |

Рідною мовою назвали:
| Мова      | Кількість осіб | Відсоток |
| --------- | -------------- | -------- |
| румунська | 1552           | 99,4%    |
| циганська | 7              | 0,4%     |